# 牛スネ

日本式の牛肉の部位

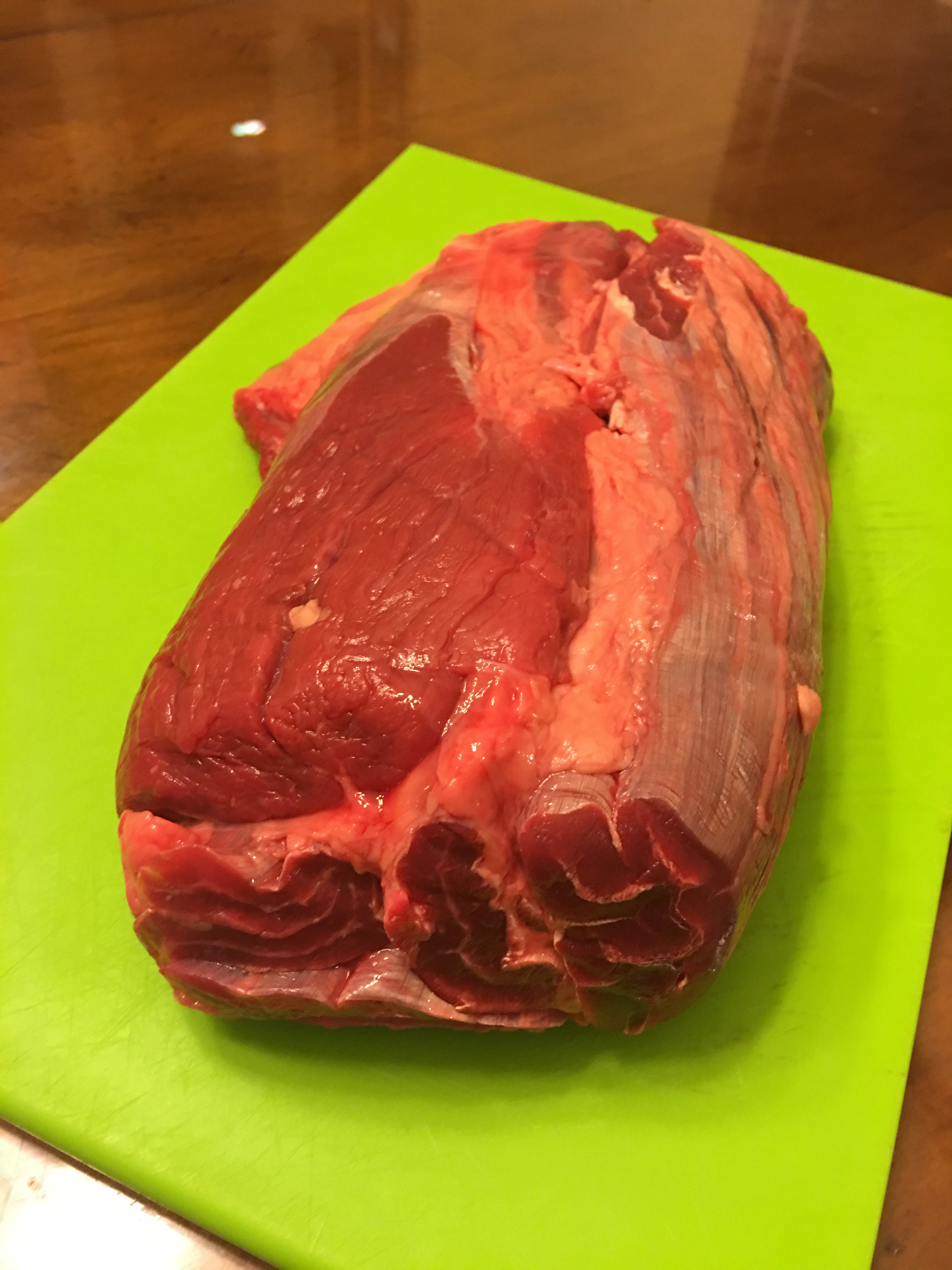
生の牛スネのブロック肉

牛スネ、牛すね（ぎゅうすね、英語: beef shank）は、牛肉の部位の1つ。牛のふくらはぎ付近に位置する肉である。日本では、前脚の牛スネを「前すね」、後ろ脚の牛スネを「友すね（ともすね）」と分けて呼ぶこともある。
牛スネは、運動量が多く、特に筋肉が発達している部位である。脂肪はほとんどなく、赤身が多いので、肉質は非常に硬い。焼肉や炒め物などに直接使用するには向かないが、コラーゲンが豊富に含まれているため、じっくり煮込むことで軟らかくなる。風味や旨みが濃厚であり、カレー、シチュー、スープなどの煮込み料理に向く他、濃い旨みを活かして挽き肉にしてハンバーグなどに利用するとコク深い風味豊かな味わいに仕上がる。
フランスなどヨーロッパでは、ワインでじっくりと煮込んで「牛スネ肉のワイン煮」が家庭料理として古くから親しまれている。牛肉のブルゴーニュ風など。
牛スジも牛スネ同様に牛の脚の部分であるが、大雑把に言うと、アキレス腱、スジが付いていれば牛スジで、アキレス腱が除去されていれば牛スネである。
なお、牛スジとして販売されているものには、アキレス腱以外でも製肉過程で肉に付着する細かい硬く筋張ったスジの部位を周辺の肉と共に取り除いて集めたものや、肉質が似ている横隔膜の一部、ハラミの外側についている膜状の部分を剥がしたものもある。